# 1512
1512（千五百十二、一五一二、せんごひゃくじゅうに）は、自然数また整数において、1511の次で1513の前の数である。

## 性質
- 1512は合成数であり、約数は1, 2, 3, 4, 6, 7, 8, 9, 12, 14, 18, 21, 24, 27, 28, 36, 42, 54, 56, 63, 72, 84, 108, 126, 168, 189, 216, 252, 378, 504, 756, 1512である。
  - 約数の和は4800。
  - 約数を32個もつ4番目の数である。1つ前は1320、次は1560。
- 326番目のハーシャッド数である。1つ前は1503、次は1520。
  - 9を基とする92番目のハーシャッド数である。1つ前は1503、次は1521。
- 1512 = 23 × 33 × 7
  - 3つの異なる素因数の積で p 3 × q 3 × r の形で表せる2番目の数である。1つ前は1080、次は2376。(オンライン整数列大辞典の数列 A179688)
- 1512 = 64 + 63
  - n = 6 のときの n 4 + n 3 の値とみたとき1つ前は750、次は2744。(オンライン整数列大辞典の数列 A179824)
- 1512 = 83 + 103
  - 2つの正の数の立方数の和で表せる58番目の数である。1つ前は1458、次は1547。(オンライン整数列大辞典の数列 A003325)
  - 異なる2つの正の数の立方数の和で表せる49番目の数である。1つ前は1456、次は1547。(オンライン整数列大辞典の数列 A024670)
- 1512 = 392 − 9
  - n = 39 のときの n 2 − 9 の値とみたとき1つ前は1435、次は1591。(オンライン整数列大辞典の数列 A028560)
- 1512 = 412 − 169
  - n = 41 のときの n 2 − 132 の値とみたとき1つ前は1431、次は1595。(オンライン整数列大辞典の数列 A132768)
- 約数の和が1512になる数は12個ある。(480, 636, 736, 748, 830, 902, 1006, 1105, 1255, 1391, 1411, 1511) 約数の和12個で表せる最小の数である。次は1872。
- 連続してある数に対して約数の和を求めていった場合53個の数が1512になる。1512より小さい数で53個ある数はない。1つ前は1344 (42個)、次は1920 (56個)。いいかえると {\displaystyle \sigma ^{m}(n)=1512~(m\geqq 1)} を満たす n が53個あるということである。(ただし σ は約数関数)(オンライン整数列大辞典の数列 A241954)

## その他 1512 に関連すること
- 西暦1512年
- 15 1/2 フィフティーンハーフは、TETSU69の楽曲。